# Leonard Sargeant

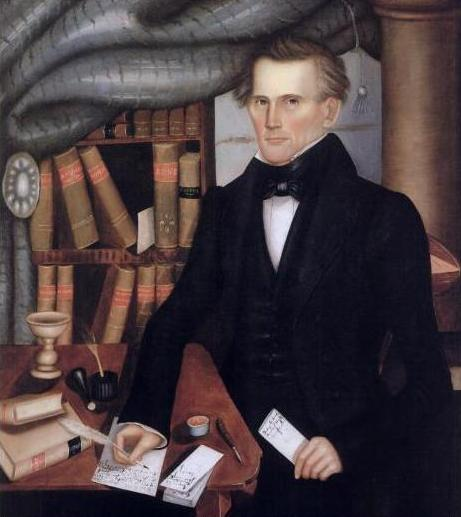
„Vermont Lawyer“, Gemälde von 1841

Leonard Sargeant (* 17. März 1793 in Dorset, Vermont; † 18. Juni 1880 in Johnstown, Pennsylvania) war ein US-amerikanischer Politiker, der von 1846 bis 1848 Vizegouverneur von Vermont war.

## Leben
Sargeant wurde in Dorset, Vermont geboren. Er studierte Jura und wurde Anwalt in Manchester, gemeinsam mit Richard Skinner. Zugleich war er als Landwirt tätig und Vizepräsident der Vermont Agricultural Society.  Er gehörte der Whig Party an und hatte verschiedene öffentliche Ämter inne, wie Testamentsvollstrecker, Richter, Staatsanwalt, Postmeister und Friedensrichter.  Er war Mitglied des Vermonter Council of Censors im Jahr 1827 und Delegierter der Vermonter Gründungsversammlung im Jahr 1836.
Seine juristische Laufbahn umfasste die bemerkenswerte Verteidigung der Brüder Stephen und Jesse Boorn, die der Tötung ihres Schwagers Russell Colvin für schuldig befunden und zu lebenslanger Haft (Jesse) und Tod (Stephen) verurteilt wurden. Colvin wurde in seiner Heimatstadt Manchester vermisst. Viele Jahre später kehrte Colvin nach Vermont zurück, um zu beweisen, dass er noch am Leben war. Er war nach einer Auseinandersetzung mit den Boorns nach New Jersey umgezogen und hatte seinen Namen geändert. Der Fall der Boorn-Brüder war das erste bekannte Beispiel eines Justizirrtums in Bezug auf Mord in den USA.
Sargeant war Abgeordneter im Repräsentantenhaus von Vermont und im Senat von Vermont in den 1830er und 1840er Jahren.  Von 1846 bis 1848 war er Vizegouverneur von Vermont.
Als Anwalt war er bis in die 1870er Jahre tätig. Nachdem er sich von seinen Ämtern und Tätigkeiten zurückgezogen hatte, zog er in das Haus seiner Tochter nach Johnstown, Pennsylvania. Dort starb er am 18. Juni 1880. Sein Grab befindet sich auf dem Dellwood Cemetery in Manchester.